# Sibylla av Anhalt
Sibylla av Anhalt, född 28 september 1564 i Bernburg, död 26 november 1614 i Leonberg, var hertiginna av Württemberg 1593–1608 som gift med hertig Fredrik I av Württemberg.
Sibylla var abbedissa för Gernrode und Frose från 1577 till 1581. Sistnämnda år gifte hon sig och blev hertiginna då maken tillträdde makten 1593. Paret levde mestadels separerade. 
Hon hade inget inflytande över politiken, men hade sitt eget hov, där hon kultiverade ett intresse för vetenskap: botanik, kemi och alkemi. Hon var känd för att gynna kvinnor och utnämnde bland annat Helena Magenbuch och Maria Andreae till hovapotekare. 
Hon blev änka 1608. 